# Thomas Pynchon
Thomas Pynchon (født 8. maj 1937 i New York) er en amerikansk forfatter. Han regnes for en af efterkrigstidens vigtigste forfattere, skarp og vittig som kritiker og kender af amerikansk kultur. I sin sparsomme romanproduktion har han ført sine antihelte ud på odysséer i et USA præget af den moderne teknologis dødsfabrikker, den moderne politiks spejlkabinetter og den moderne seksualitets labyrinter.
Pynchon har ikke trådt åbent frem i offentligheden siden 1960'erne. I 2004 og 2006 har han dog lagt stemme til sin egen figur (med hovedet dækket af en bærepose) i den satiriske tegnefilmserie The Simpsons.

## Udgivelser

### Værker oversat til dansk
| Dansk titel              | Genre | Oversætter           | År   | Originaltitel        | År   | Forlag          | ISBN                   |
| ------------------------ | ----- | -------------------- | ---- | -------------------- | ---- | --------------- | ---------------------- |
| Katalognummer 49 udbydes | roman | Arne Herløv Petersen | 1999 | The Crying of Lot 49 | 1966 | Tiderne Skifter | ISBN 87-7445-857-4     |
| Vinland                  | roman | Claus Bech           | 1993 | Vineland             | 1990 | Tiderne Skifter | ISBN 87-7445-463-3     |
| Mason & Dixon            | roman | Claus Bech           | 2002 | Mason & Dixon        | 1997 | Tiderne Skifter | ISBN 87-7445-822-1     |
| Naturlige mangler        | roman | Claus Bech           | 2010 | Inherent Vice        | 2009 | Tiderne Skifter | ISBN 978-87-7973-399-2 |
| Det dybe net             | roman | Claus Bech           | 2015 | Bleeding Edge        | 2013 | Tiderne Skifter | ISBN 978-87-7973-696-2 |